# Brisas
Brisas va ser una revista mensual, il·lustrada, en castellà, publicada a Palma des de l'abril del 1934 fins al juliol del 1936, sota la direcció literària de Llorenç Villalonga. N'era el propietari i director Antoni Vich i tenia delegacions a Madrid i Barcelona. Els continguts incloïen art, moda, esports, cinema, literatura... i sempre es distingí per l'acurada presentació, el to esnob i la pruïja cosmopolita.
La revista es presentà en el primer número, d'abril del 1934, com «una revista de arte que pretende expresarse principalmente en forma gráfica» i, així, era molt il·lustrada i les portades solien ser obres d'artistes destacats, entre els quals Grau Sala, per exemple. A partir del número 15, de juliol de 1935, amplià la secció literària, que s'arribà a duplicar. Villalonga hi publicà una versió castellana de Mort de dama, el drama Silvia Ocampo i el començament de Madame Dillon; i el seu germà Miquel, la novel·la Miss Giacomini. Elisabeth Mulder hi començà a publicar com a articulista el 1934 i ja com a narradora des de començament de 1935 fins a març de 1936.
Al cap del temps, l'any 1987 el diari balear Última Hora va escollir aquesta capçalera per al seu suplement setmanal.